# Schloss Tutzing

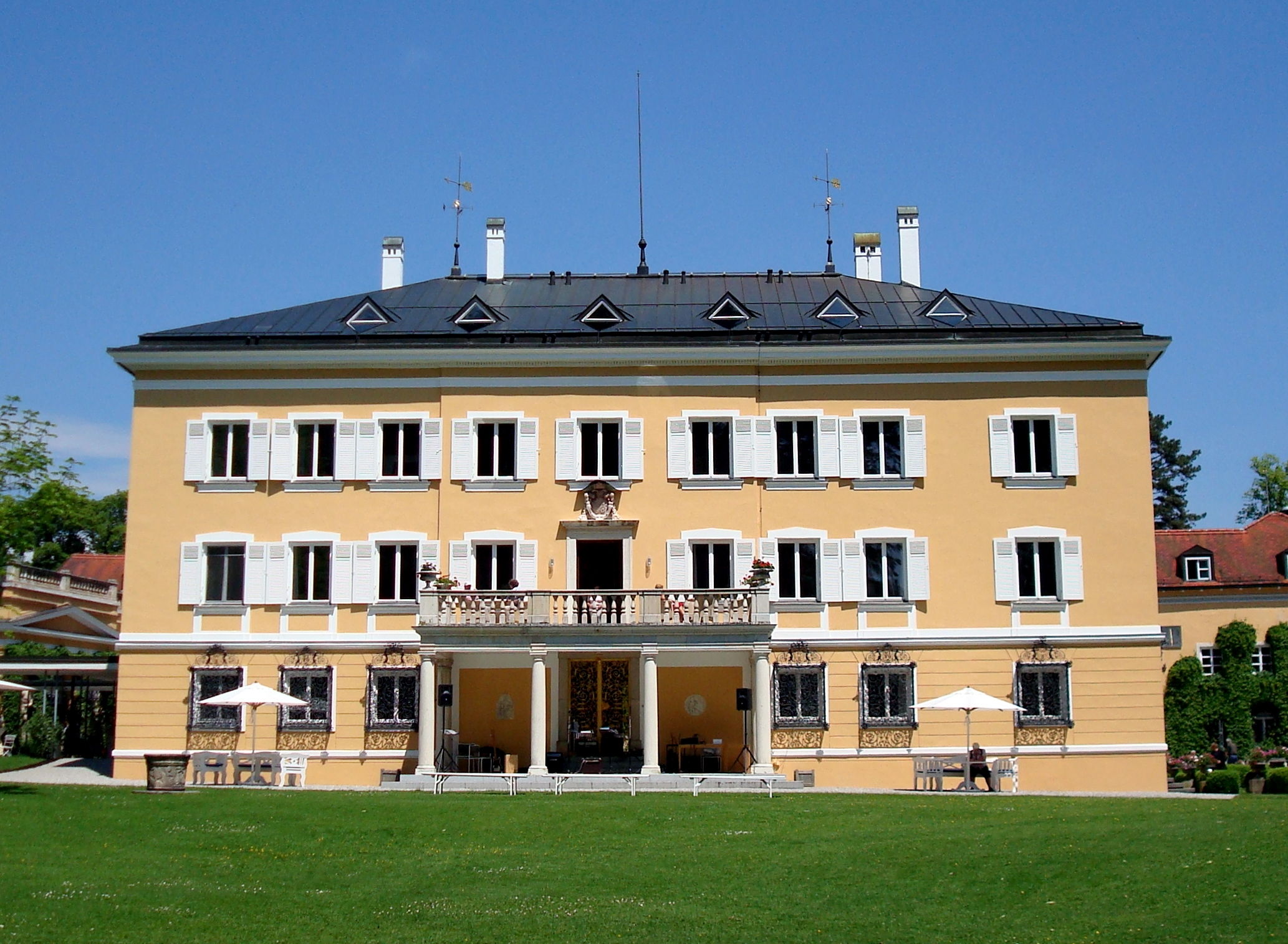
Hauptbau des Schlosses heute

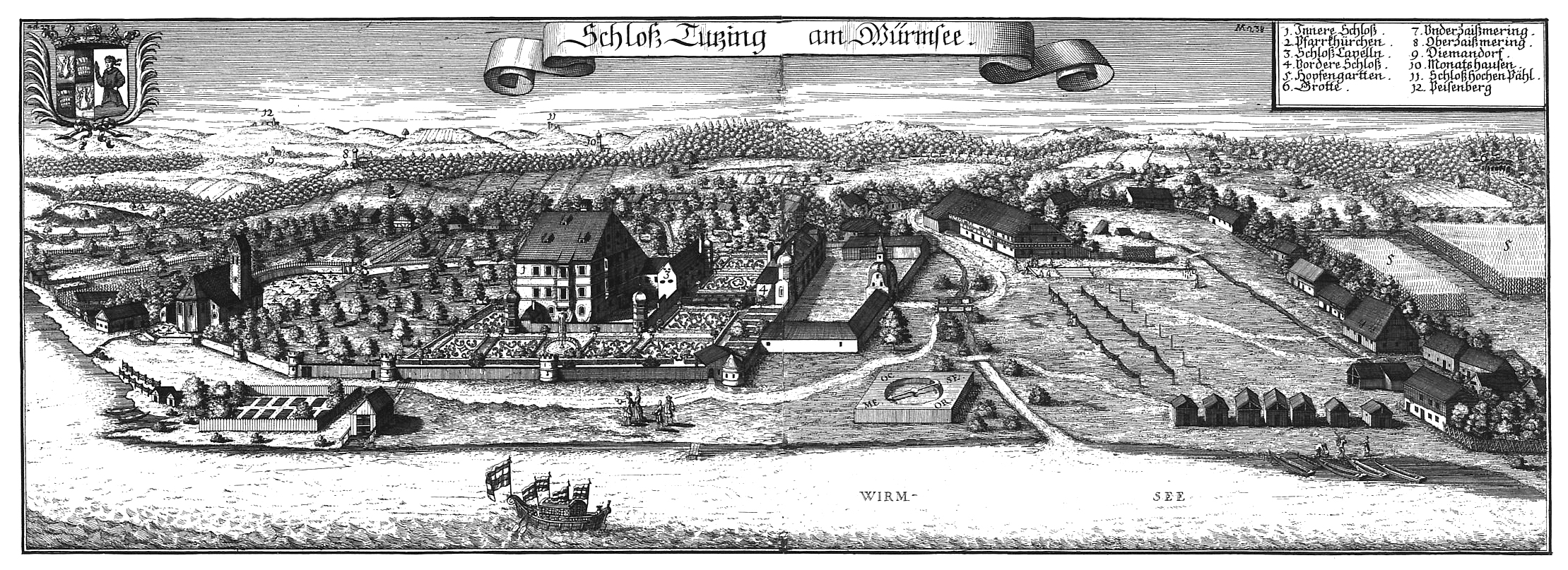
Ansicht des Schlosses Tutzing von M. Wening, um 1700

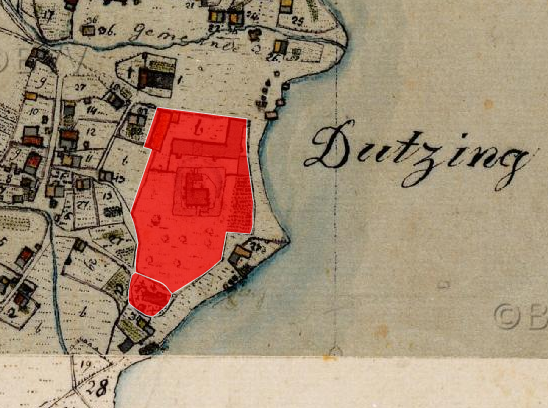
Lageplan von Schloss Tutzing auf dem Urkataster von Bayern

Das Schloss Tutzing ist ein bedeutender geschützter Denkmalkomplex des Marktes Tutzing, Landkreis Starnberg, der aus einem vielfach umgebauten ehemaligen Hofmarkschloss besteht, das seine heutige Gestalt zu Beginn des 19. Jahrhunderts erhielt; auch ein englischer Garten entstand im 19. Jahrhundert rund um das Schloss, das seit 1947 als Evangelische Akademie Tutzing genutzt wird. Deren Aufgabe ist es, Tagungen, Seminare und wissenschaftliche Kolloquien durchzuführen.

## Geschichte
Die Gegend um Tutzing ist Altsiedelland und deswegen schon in der Vor- und Frühgeschichte sowie in der Römerzeit besiedelt. Auch bajuwarische Landnahme und Besiedlung gehen schon auf das 6. Jahrhundert n. Chr. zurück, denn der Name „Tutzing“ hängt wohl mit einer Familie Tozzi oder Tuzzo aus dem Adelsgeschlecht der Huosi zusammen. Das deutet darauf hin, dass der Ort bereits im 6. Jahrhundert bestand.

### Ort und Hofmark Tutzing
Im Jahr 742 wird der Ort bei der urkundlichen Schenkung Gutes an das Kloster Benediktbeuern das erste Mal erwähnt. Im 11. Jahrhundert wird in einer Chronik dieses Klosters der Ort „Dutcingun“ unter den Schenkungen an das Kloster benannt. Das Schloss bestand zu jener Zeit aus einem Hof, einer Mühle und 6 Huben (halbe Höfe).
Nachdem das Geschlecht der „Tuzzinger“ ausgestorben war, erwarb am Ende des Mittelalters das Münchner Patriziergeschlecht der Dichtl um 1480 den Ort und damit auch den festen Sitz. Bernhard dem Älteren Dichtl wurde 1519 vom Herzog von Bayern die Hofmarksgerechtigkeit über Tutzing verliehen. Damit durfte er als Schlossherr von seinen Untertanen Steuern erheben und die niedere Gerichtsbarkeit ausüben. Mehr als drei Jahrhunderte – also bis ins Revolutionsjahr 1848 – existierte diese kleine Hofmark, deren Obrigkeit vom Schloss aus regierte. Das Schloss selbst verdiente diesen Namen eigentlich noch nicht. Vielmehr war es zunächst nur ein quadratischer, düsterer, abweisender Bau, der mit einer Ringmauer und einem Wassergraben umgeben war. Die Architekten der damaligen Zeit sprachen von einem Wohnturm.
Während des Dreißigjährigen Krieges wurde die Hofmark Tutzing von schwedischen und kaiserlich-spanischen Truppen schwer heimgesucht. Zwischen 1632 und 1634 brannten Schloss, Pfarrkirche, Brauerei, Hoftaverne und einige Anwesen ab. Im letzten Drittel des 17. Jahrhunderts erfolgte unter der Regentschaft des Edelmannes Maximilian von Götzengrien der Wiederaufbau des Schlosses. Dem Haupttrakt des Schlosses wurde ein Erweiterungsbau nach Westen angegliedert, aber die damaligen Zeitgenossen beurteilten das Bauwerk als „schwerfällig gebaut“ mit einer „trübselig und traurig“ wirkenden Einrichtung.

### Baugeschichte seit 1803

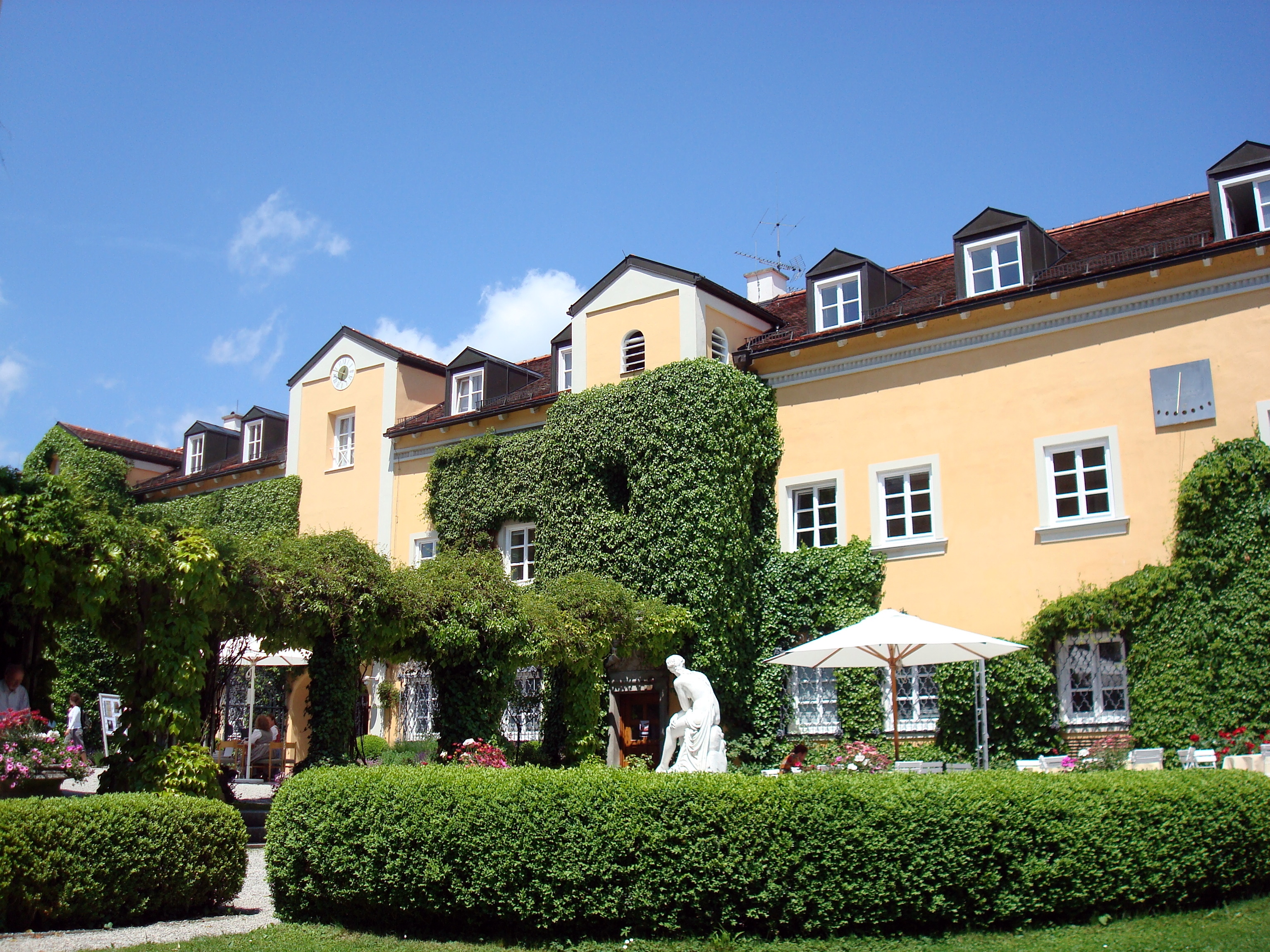
Südseite der Kavaliers- oder Wirtschaftsbauten

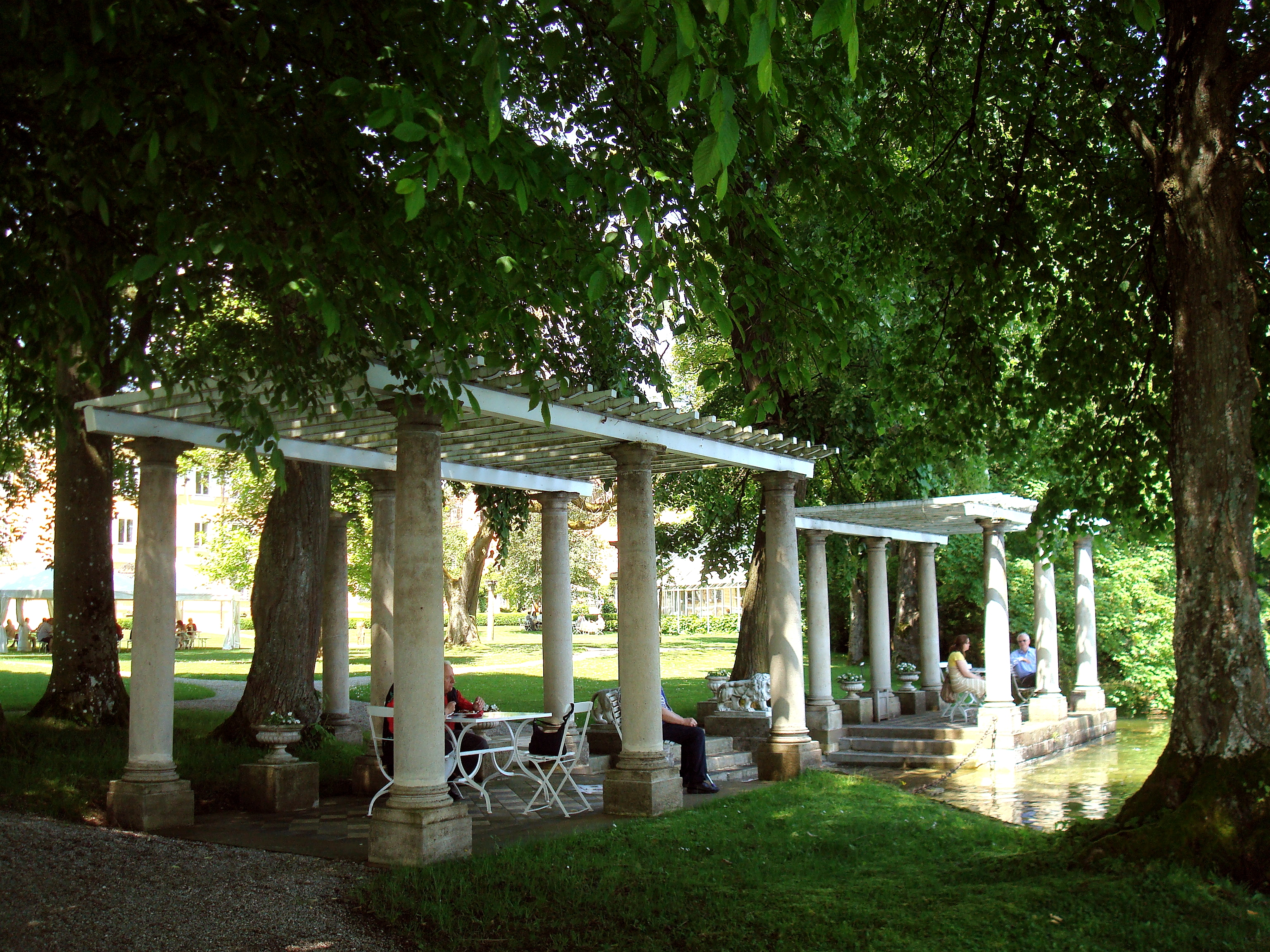
Säulenpergola am Starnberger See

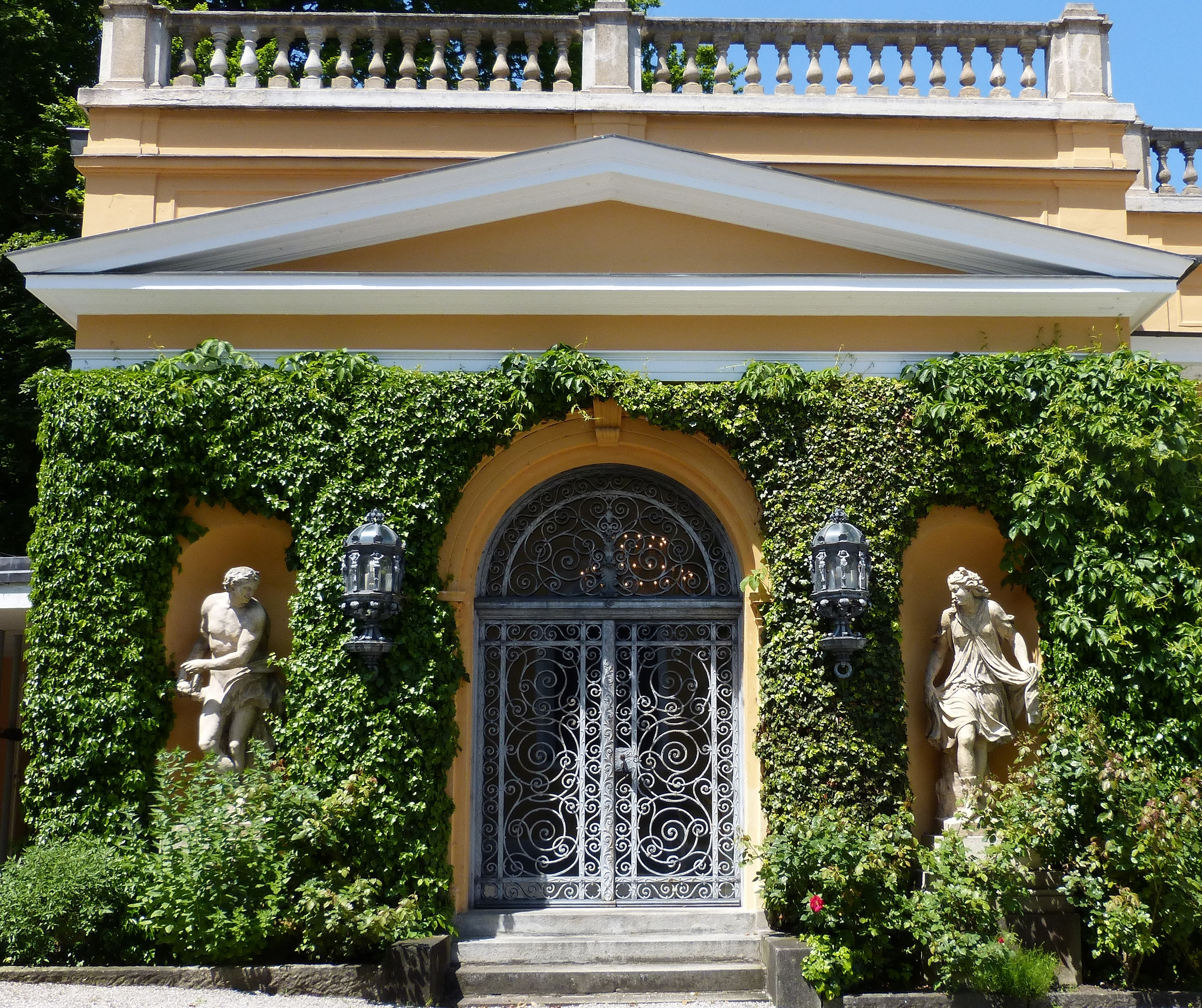
Eingang zum Festsaal mit Skulpturen „Bacchus“ und „Ariadne“

Von 1731 bis 1869 gehörte Tutzing den Viereggs, einer aus Mecklenburg stammenden Grafenfamilie. Insbesondere Graf Friedrich von Vieregg verdankt das Tutzinger Schloss eine großzügige Umgestaltung, die in den Jahren 1802 bis 1816 erfolgte. Das alte Schloss erhielt Seitenflügel im Osten und im Westen, so dass der heutige charakteristische hufeisenförmige Bau im klassizistischen Stil entstand. Hinzu kamen ferner der heutige Musiksaal und der dem Schloss vorgelagerte „Kavaliersbau“ (die heutigen Büro- und Geschäftsräume) mit dem vorderen Hof. Der Schlosspark wurde in einen englischen Landschaftsgarten umgewandelt. Auf dem zwei Hektar großen Grundstück entstand um 1840 ein Englischer Garten, der 1870 von Carl von Effner erweitert und umgestaltet wurde.
An die Ära der Viereggs schloss sich die Hallberger Zeit an. Schloss und Park Tutzing gingen in den Jahren von 1869 bis 1880 in den Besitz des Stuttgarter Verlegers Eduard von Hallberger über, der diesen Ort zu einem luxuriösen Treffpunkt der literarischen Welt und des Großbürgertums umgestaltete. Am Seeufer ließ er die Seeterrasse und die Säulenpergola anlegen.
Den Hallberger Erben gelang es nicht, den Besitz zu halten. Im Jahr 1921 erwarb der ungarische Finanzmagnat und Kunstsammler Marcell Nemes das Tutzinger Schloss, dessen Phantasiewappen über dem Schlosstor angebracht ist. Bei einem Umbau wurde ein Mittelrisalit vor der Seefassade 1921/1922 durch einen dreiachsigen Portikus ersetzt, der im ersten Obergeschoss mit der Balustrade eines Balkons abschließt. Und ebenfalls 1922 wurde die 1802 als Palmenhaus gebaute Halle zum Festsaal umgebaut, mit einer Kassettendecke nach italienischem Vorbild. Das meiste, was heute in Schloss und Park die Aufmerksamkeit des Kunstliebhabers erregt, stammt aus der Nemes-Ära. Marcel von Nemes starb 1930.
Während der Zeit des Dritten Reiches besaß Familie Hackelsberger das Schloss. Eine Gedenktafel im inneren Hof erinnert an den Industriellen und katholischen Zentrumspolitiker Albert Hackelsberger, der 1940 in Gestapo-Haft ums Leben kam.
In den 1940er Jahren gehörte Schloss Tutzing den Familien Kaselowsky und Oetker aus Bielefeld. Sie überließen es ab 1947 Karl Pawlowski, dem Leiter des Evangelischen Hilfswerks Westfalen, als Erholungsheim für Kriegsheimkehrer. 1949 kaufte Landesbischof Hans Meiser das Anwesen für die Evangelisch-Lutherische Kirche in Bayern. Seither dient das traditionsreiche Tutzinger Schloss der Evangelischen Akademie Tutzing als Arbeitsstätte.
Als Konferenzsaal der Akademie entstand 1959 durch Olaf Andreas Gulbransson der Rundbau des Auditoriums mit seiner kreisförmigen Anordnung der Sitzreihen, die den Dialog und Diskurs fördern soll. 1981 baute Hans-Busso von Busse die lichte Holz- und Glasarchitektur des Restaurants.
Zahlreiche Kunstwerke, manche davon noch aus der Sammlung des Kunsthändlers Marcell Nemes, schmücken die Räume und den Park des Schlosses. Lediglich das „Garatshauser Kreuz“, ein Kruzifix des frühen 16. Jahrhunderts in der Schlosskapelle, hat eine lokale Provenienz.

## Evangelische Akademie Tutzing
Seit 1947 ist die Evangelische Akademie im Schloss und seinen Nebengebäuden untergebracht. Sie wird seit 2011 von dem Theologen Udo Hahn geleitet. Mit ihm zusammen gestalten mehrere Studienleiter die Tagungen. Insgesamt werden pro Jahr etwa 90 Tagungen mit rund 12.000 Tagungsteilnehmern organisiert und durchgeführt. Die Akademie finanziert sich überwiegend aus Kirchensteuermitteln der Evangelisch-Lutherischen Kirche sowie Teilnehmergebühren und Zuschüssen Dritter. Die Veranstaltungen finden vorwiegend im Schloss statt.

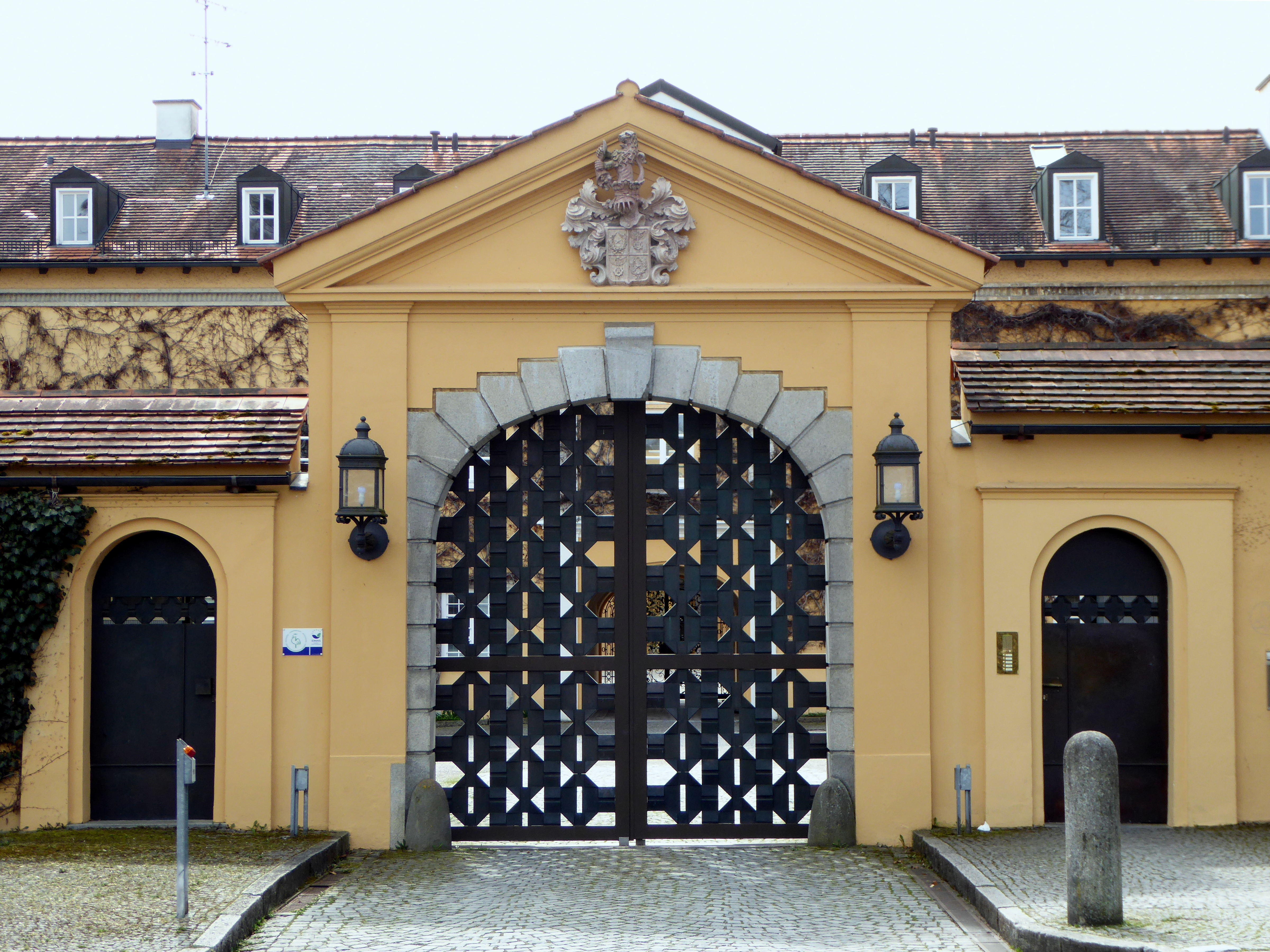
Eingang zur Akademie
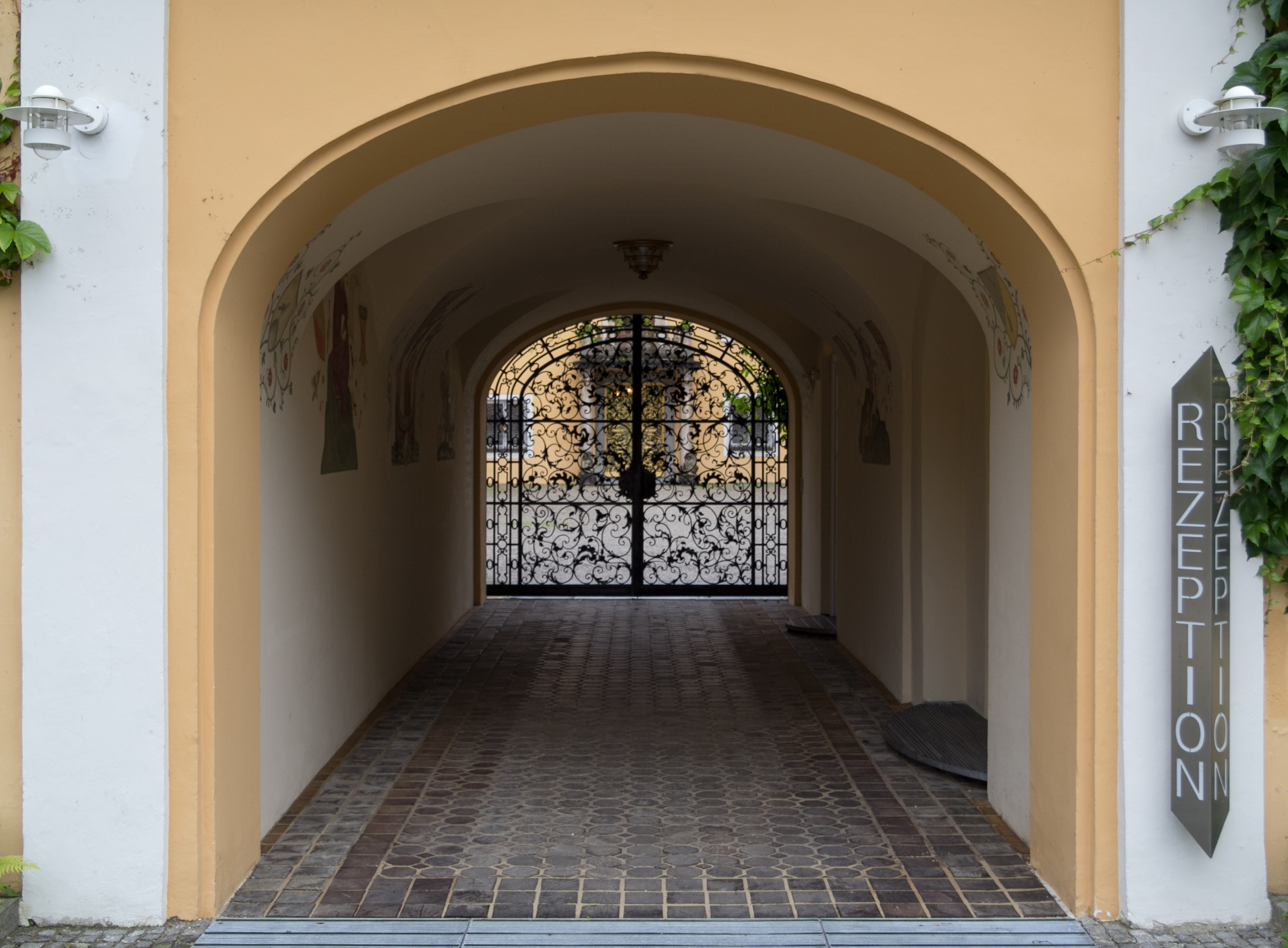
Tor Rezeption zur Akademie
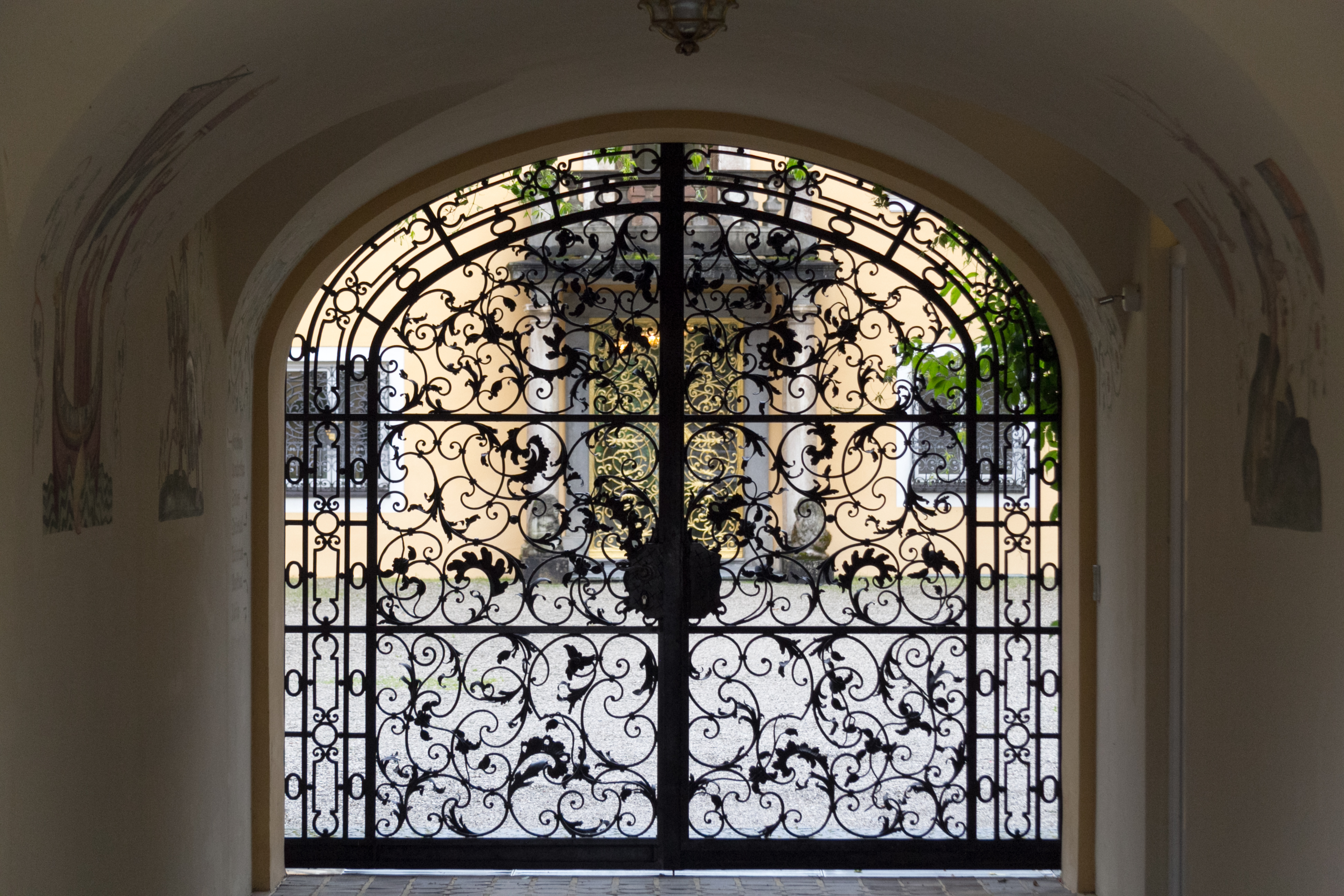
Tor zum Innenhof
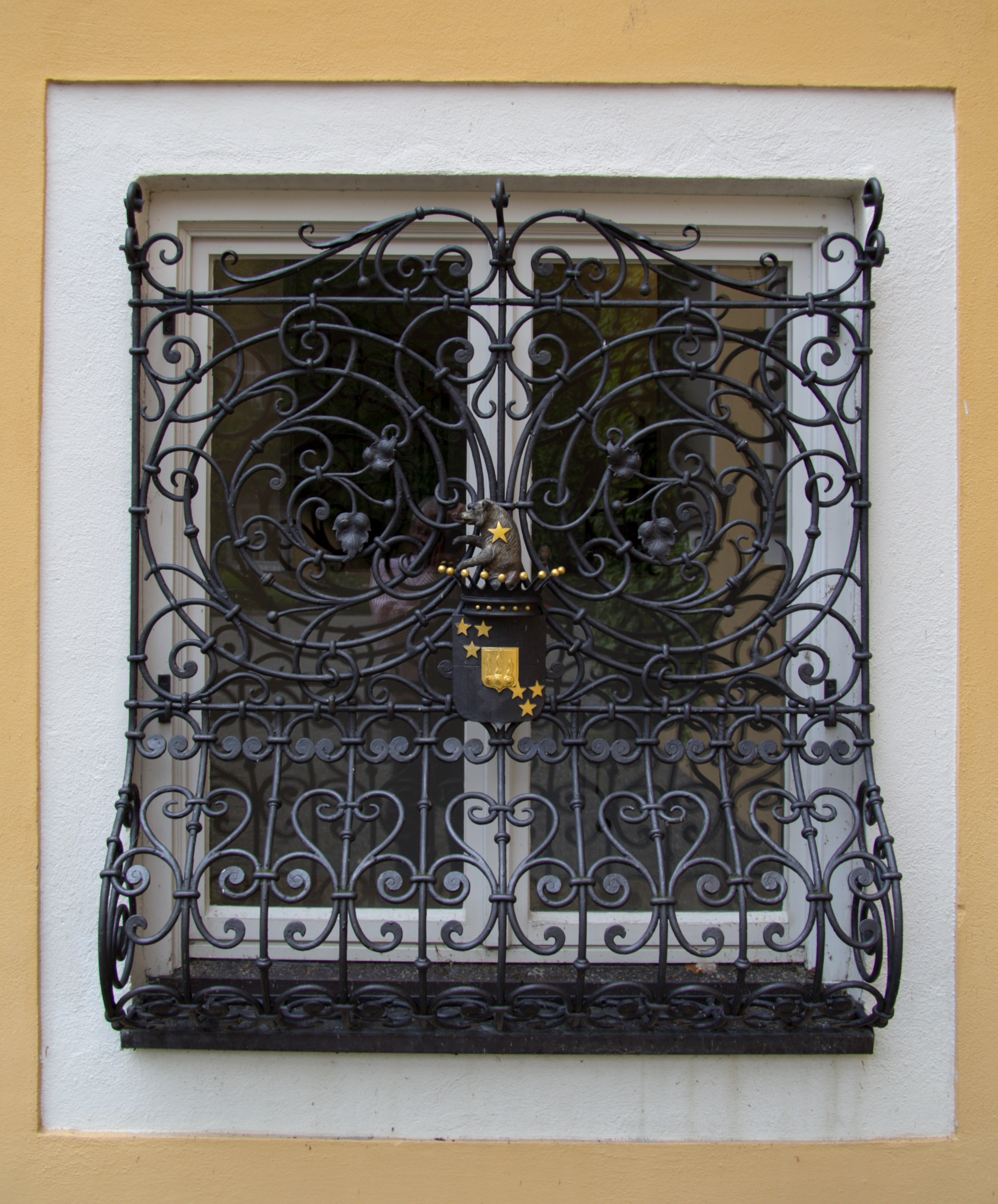
Vergittertes Fenster
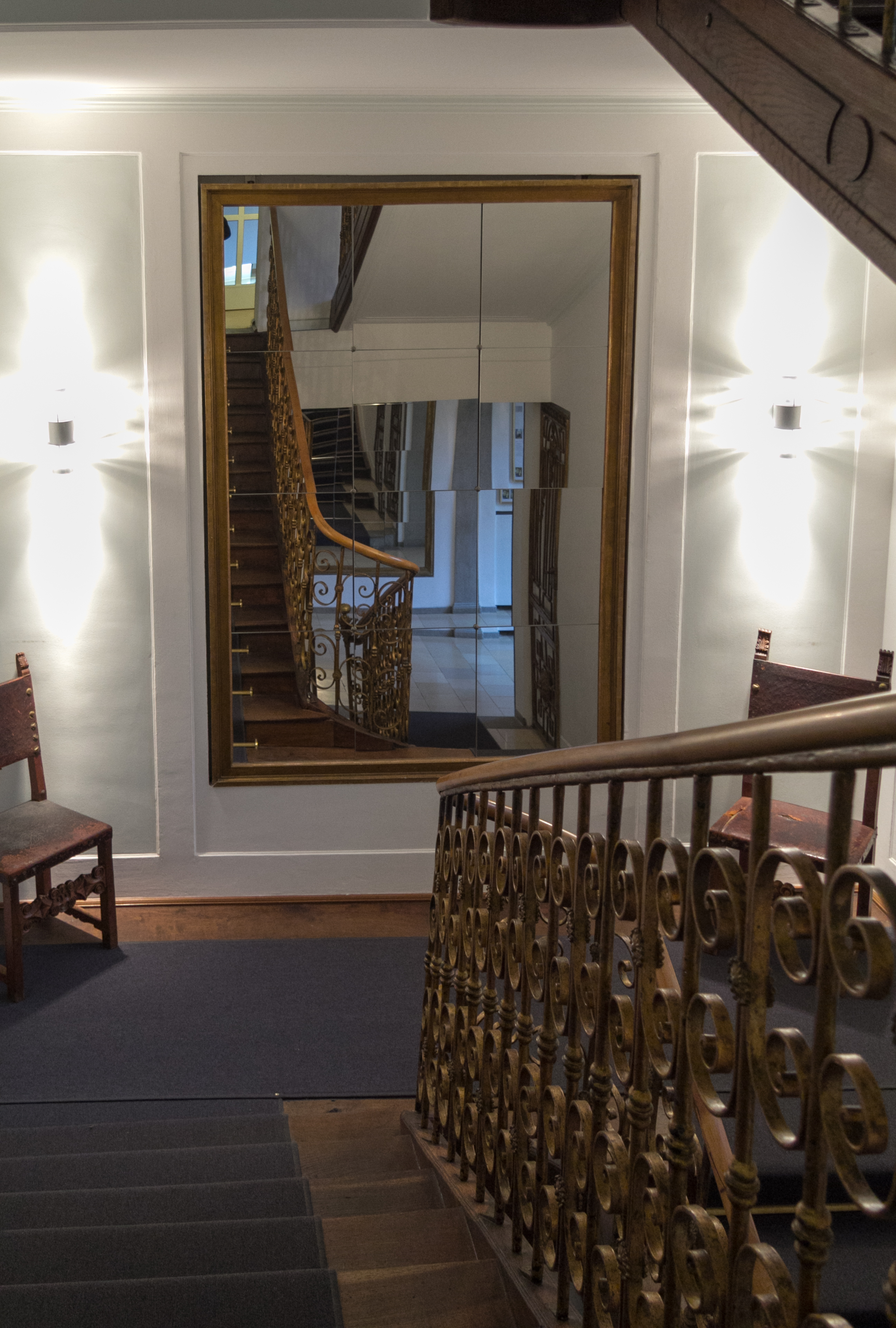
Treppe im Schloss
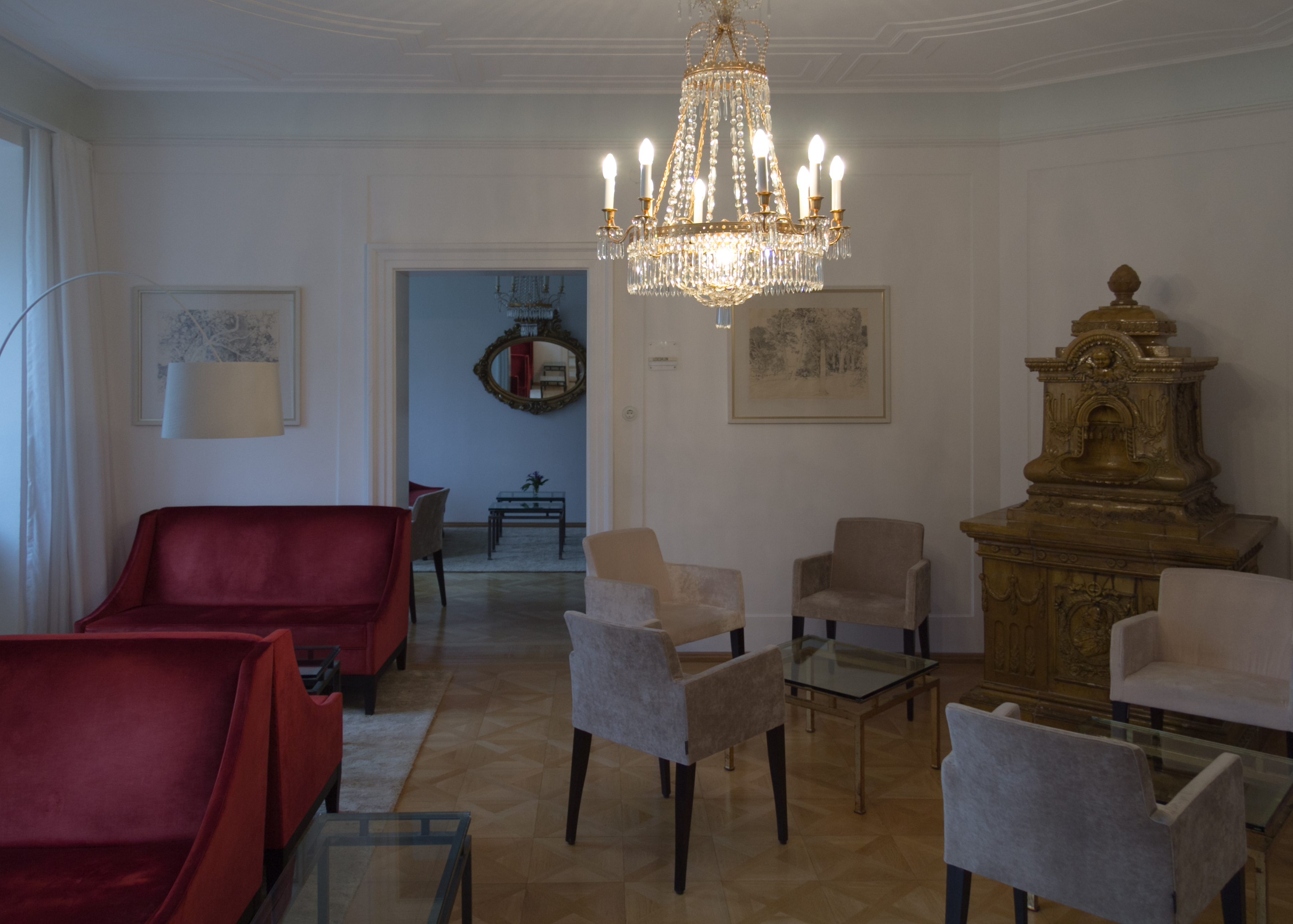
Ein Salon im Schloss
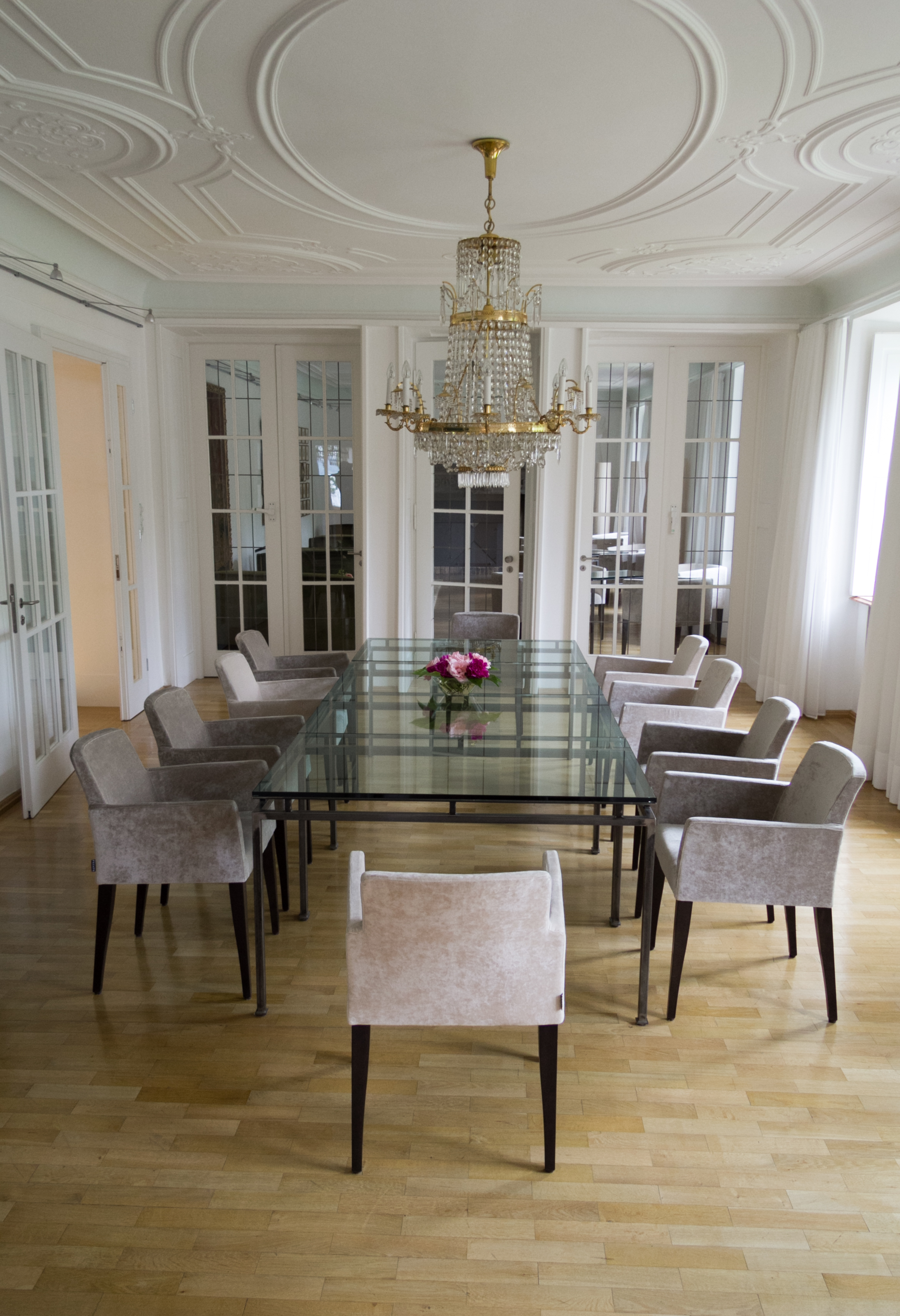
Salon mit Lüster
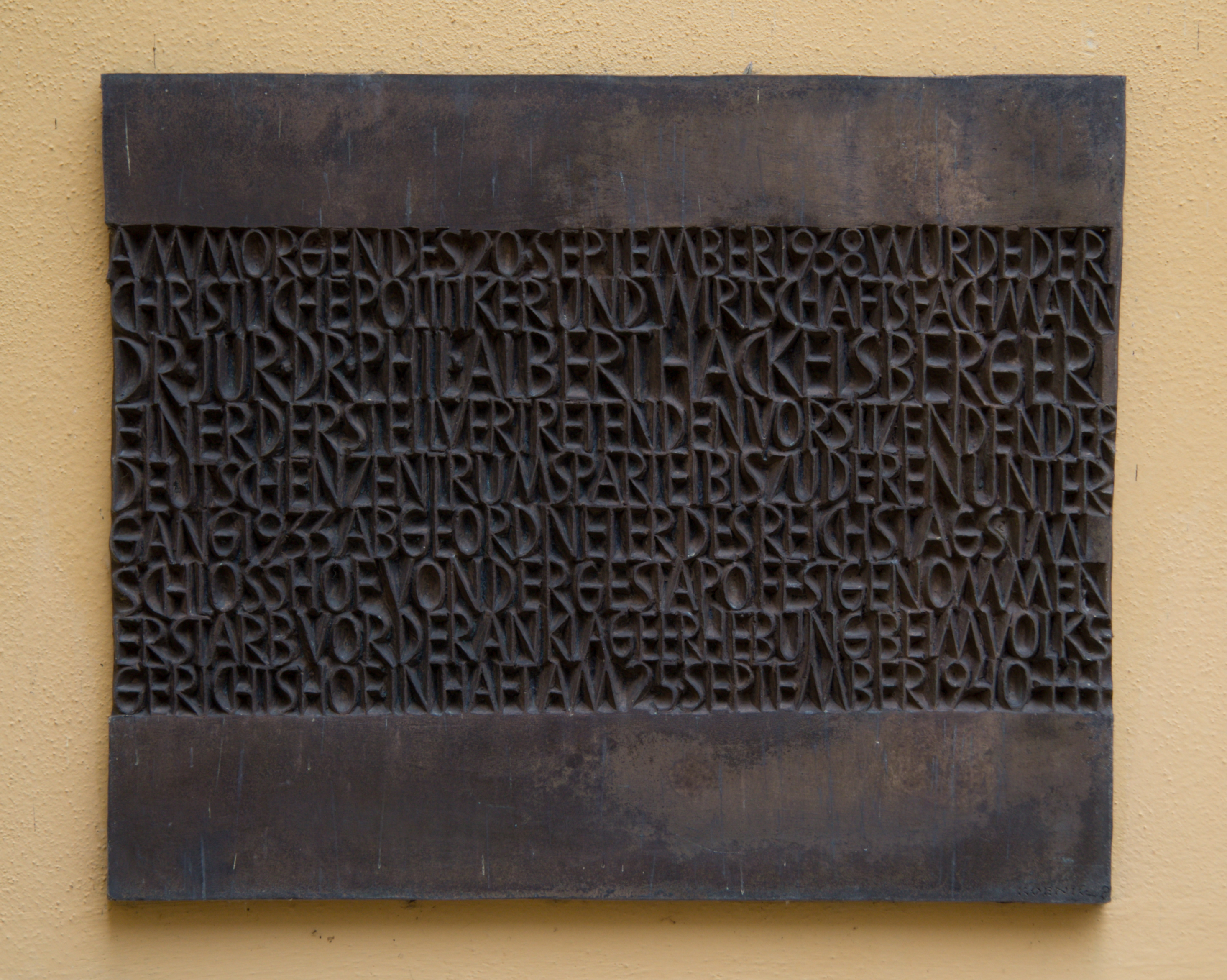
Erinnerung an den Tod von Hackelsberger
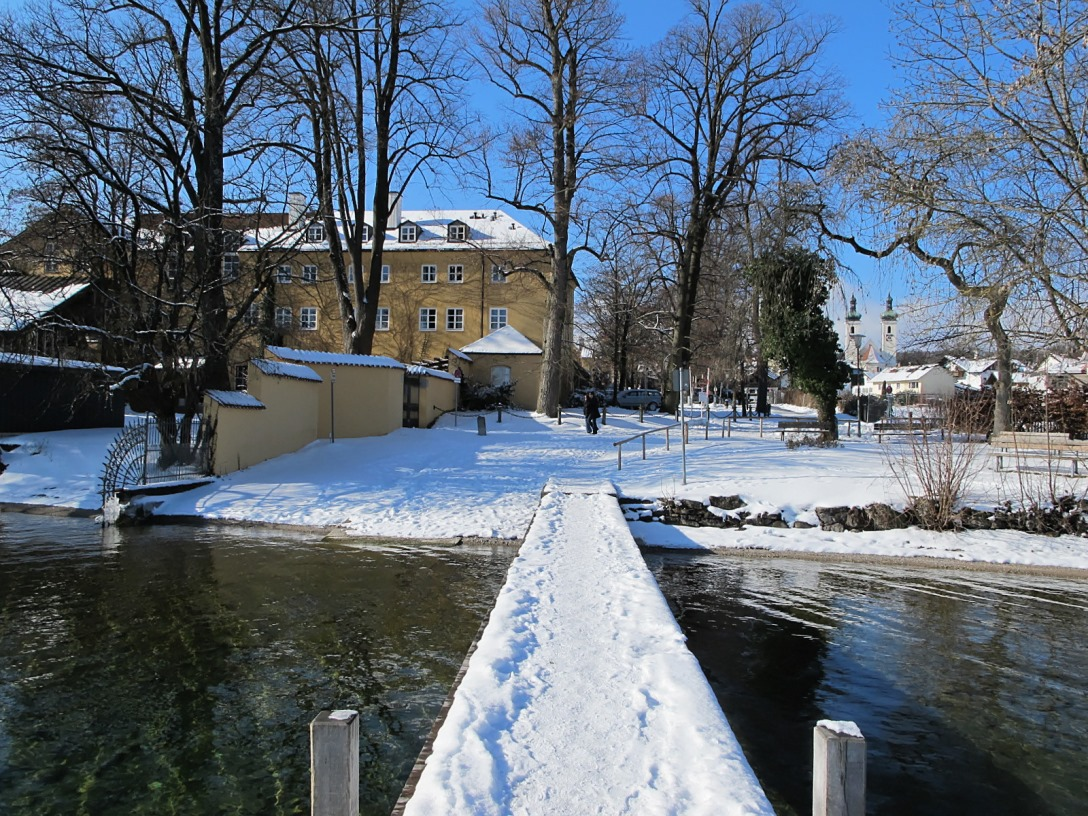
Anlegesteg am Starnberger See

## Denkmalkomplex

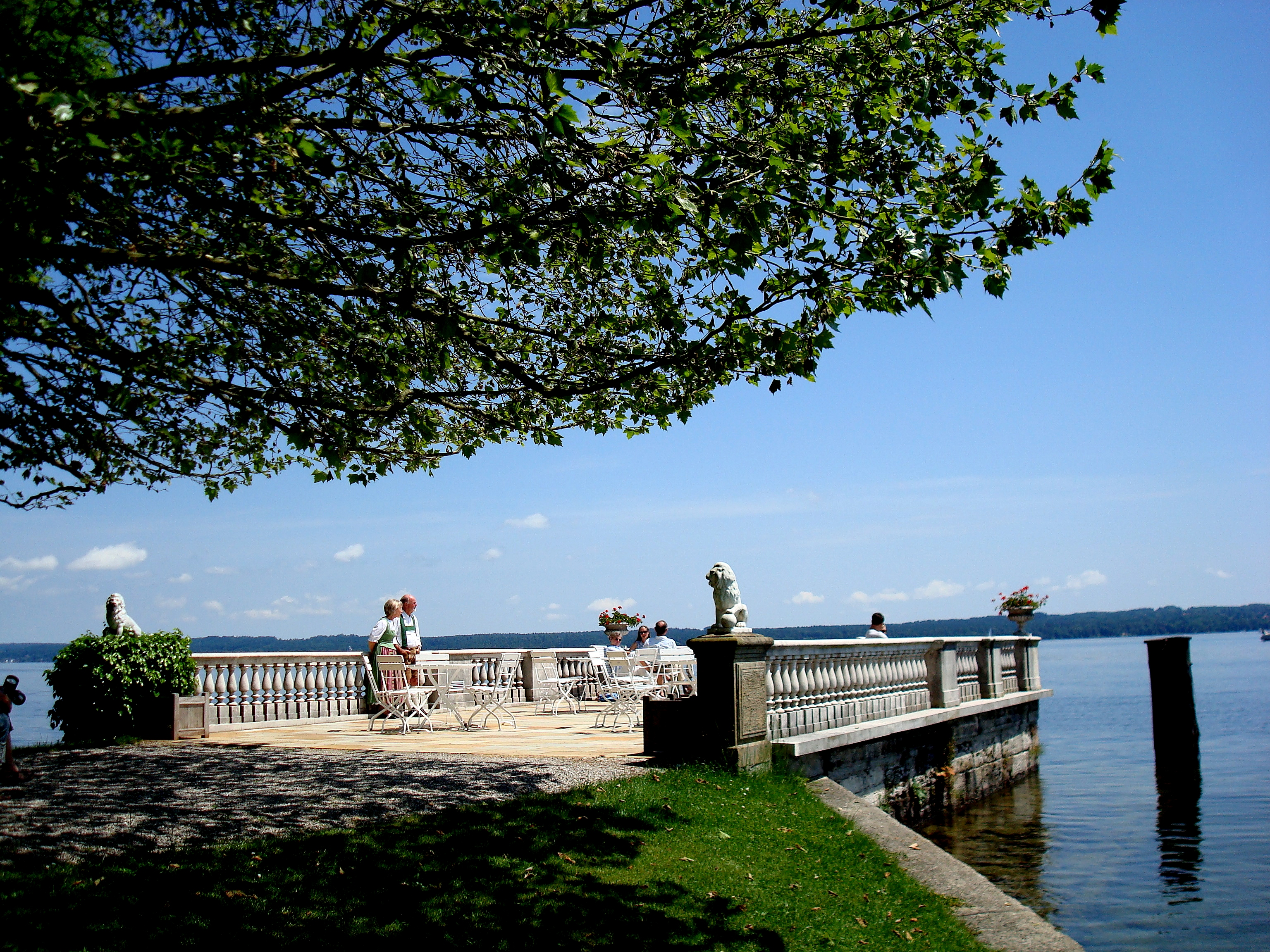
Neubarocke Seeufer-Terrasse

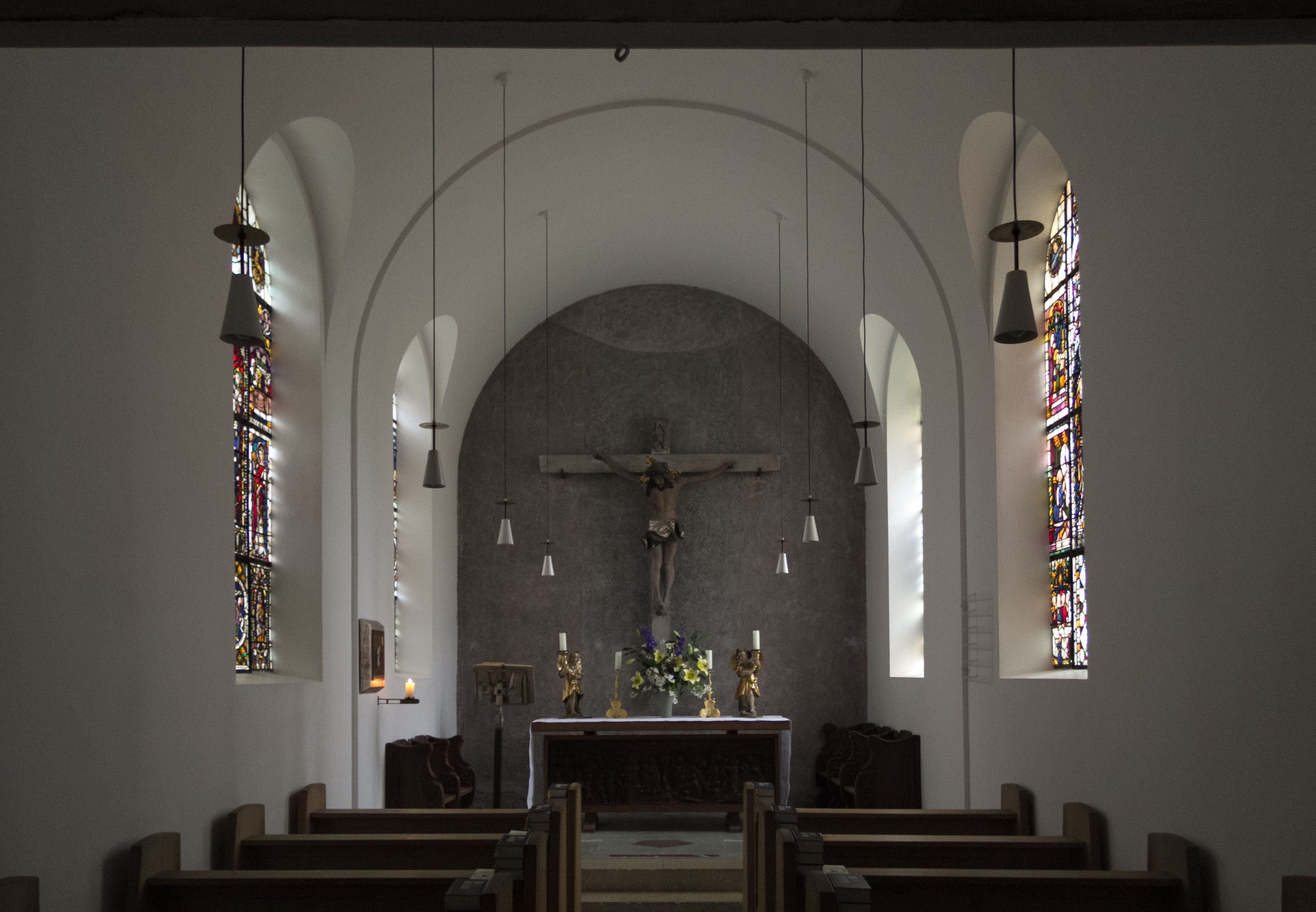
Altar der Schloss-Kapelle

Das Schloss Tutzing ist ein vielfältiger Denkmal-Komplex, der aus folgenden Bau- und Gartenteilen besteht:
- Hauptgebäude, dreigeschossiger Dreiflügelbau mit Walmdächern, durch Umbau einer barocken, 1693–1696 erbauten Anlage und Resten eines Vorgängerbaus von Thomas Ganseck für Friedrich Joseph Graf von Vieregg, 1802–1816, Umbau 1921–1922, mit Ausstattung
- Kapelle im nordwestlichen Seitenflügel, mit Ausstattung
- Kavalier- und Wirtschaftsbau, nördlich dem Hauptgebäude vorgelagert und zu zwei Seiten den Vorhof umfassend, zweigeschossiger Satteldachbau, westlicher Teil 1663–1696, östlicher Teil ab 1802, zum Teil später verändert
- Fest- oder Musiksaal, nordwestlich dem Hauptgebäude vorgelagert, eingeschossiger Neurenaissancebau mit aufgesetzter Balustrade, ab 1802 als Gartenmenagerie erbaut, 1870 zum Palmengarten und 1922 zum Festsaal umgebaut
- Vortragssaal auf kreisrundem Grundriss mit Foyer und Atrium, 1958–1959 von Olaf Andreas Gulbransson
- Brunnen „Badende Nymphe“ im Schlosshof, 1874 von Bildhauer Georg Bersch (* 1842)
- Parkanlage im Stil eines englischen Landschaftsgartens, um 1840, 1870 durch Carl von Effner erweitert und umgestaltet
- Pavillon, wohl um 1840, um 1870 umgestaltet
- neubarocke Seeufer-Terrasse mit Pergola
- zwei Karyatiden, im 3. Viertel des 19. Jahrhunderts von Caspar von Zumbusch
- römische und romanische Fundstücke sowie Gartenfiguren des 18./19. Jahrhunderts
- Parkmauer, 17.–19. Jahrhundert
- Einfriedung (Absperrketten zwischen Eisenpfosten) vor dem Haupteingang, wohl um 1870
- Schlossstraßen-Allee, 19. Jahrhundert

Der Komplex ist unter der Denkmalnummer D-1-88-141-33 in die Liste der Baudenkmäler in Tutzing eingetragen. „Untertägige spätmittelalterliche und frühneuzeitliche Befunde im Bereich von Schloss Tutzing und seiner Vorgängerbauten mit Wirtschaftshof und ehem. barocken Gartenanlagen“ werden zudem als Bodendenkmal unter der Aktennummer D-1-8033-0192  geführt.